# Polisarrest
Polisarrest (Sverige) eller polisfängelse (Finland, folkligt kallat putka efter det ryska ordet) är en förvaringsplats i form av celler på polisstationen för den som gripits eller omhändertagits av polis. I Sverige sitter även anhållna personer i polisarresten. Inom 96 timmar efter gripandet skall det beslutas om den anhållne skall släppas fri eller överföras till ett häkte som istället är en del av kriminalvården.

## Föreskrifter och allmänna råd
Utformningen av förvaringsrum i polisarrester föreskrivs i Förordning (2014:1108) om utformningen av häkten och polisarrester. Tillämpning och allmänna råd föreskrivs i Polismyndighetens föreskrifter och allmänna råd om polisarrester.
Föreskrifterna är ganska detaljerade, och anger bland annat att förvaringsrummet ska ha en golvyta på minst 6 kvadratmeter, ska vara försett med fönster, ha ett signalsystem för att påkalla uppmärksamhet och ha handfat och toalett. Rum som används till förvaring av berusade, våldsamma eller sjuka personer får ha annan lämplig utformning. Den intagne ska ges möjlighet att vistas utomhus minst en timme varje dag, och rökning får endast ske på anvisad plats utomhus.

## Personal i svensk polisarrest

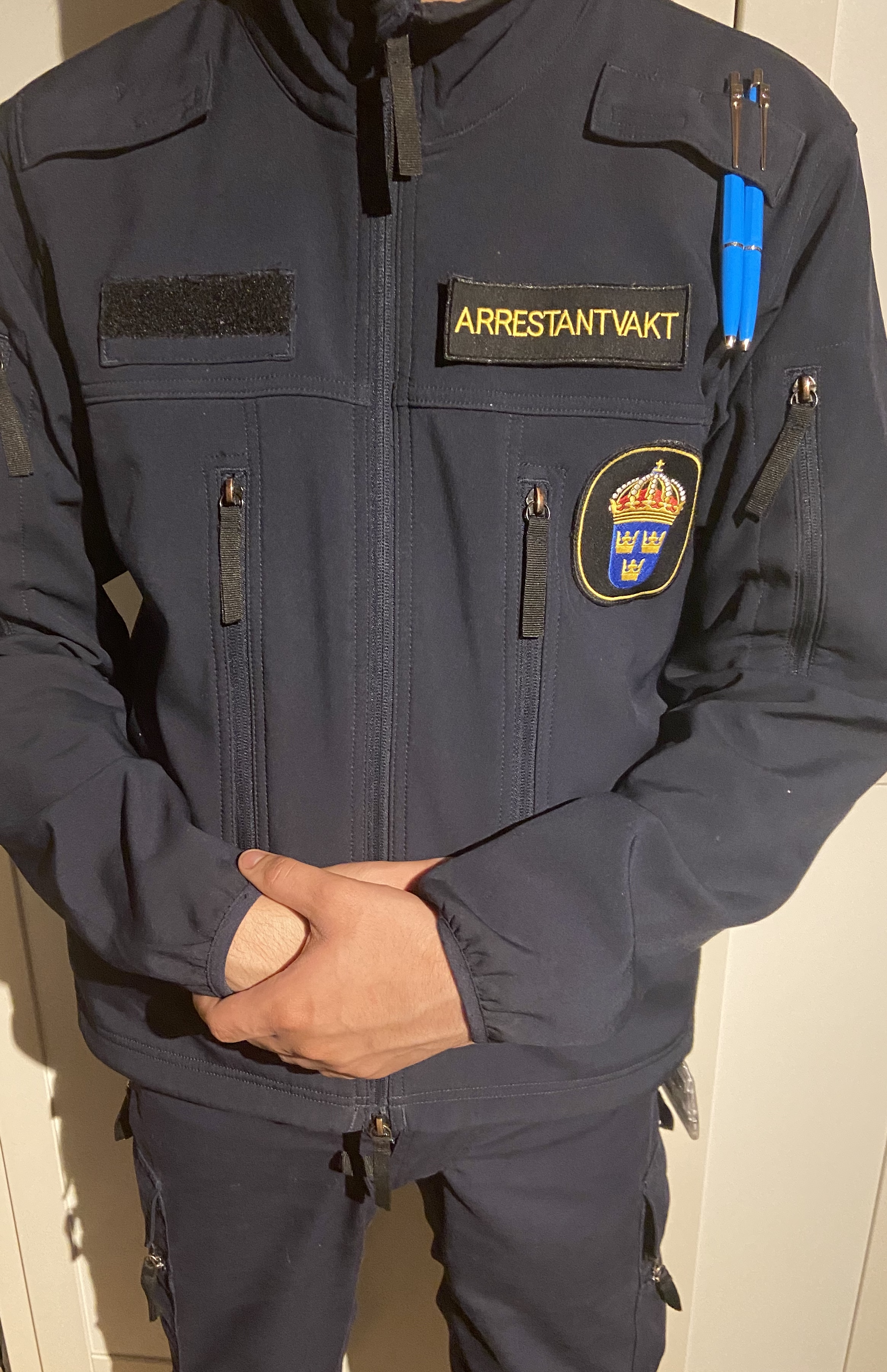
Uniform för civilanställd med beteckning som "arrestantvakt" vid svenska polismyndigheten.

I Sverige hanterar till största del civilanställda arrestvakter anställda av polismyndigheten de gripna samt omhändertagna. Arrestantvakterna arbetar under häkteslagen och har ofta genomgått en fyra veckor lång internutbildning hos polisen. Det förekommer även Arrestantvakter anställda av privata bevakningsbolag som dock har mindre befogenheter. Utbildningen till arrestantvakt hos polisen innefattar bland annat självskydd, juridik, första hjälpen, droginformation samt praktik i arresten. I arrestpersonalens personliga utrustning ingår förutom uniform bland annat handfängsel, Rakel, telefon, överfallslarm samt skyddsväst vid transporter och arbete utanför polisarresten.   
Arbetsuppgifterna som arrestantvakt (tidigare vaktkonstapel) kan variera beroende på i vilken polisarrest som personen är placerad. Vanliga arbetsuppgifter i polisarresten är att jobba i intaget där arrestvakten ansvarar för mottagning och avvisiterar den intagne och dess tillhörigheter. Vidare är vanliga arbetsuppgifter tillsyn av gripna och omhändertagna för att bland annat upprätthålla ordningen i arrestlokalen och se till att alla frihetsberövade mår bra, genomföra urinprov på misstänkta för narkotikabrott, biträda med administrativt stöd i den polisiära verksamheten men även spårsäkring. I arbetsuppgifterna ingår även upptagning av fingeravtryck och signalement på bland annat misstänkta (daktning), och DNA-topsning av misstänkta. Arrestpersonalen kan även vara behjälpliga vid transporter till häktesförhandlingar samt diverse bevakningar.